# 大熊一夫
大熊 一夫（おおくま かずお、1937年8月17日 - ）は日本のジャーナリスト。1970年、アルコール依存症を装って精神科病院に潜入入院し、『ルポ精神病棟』を朝日新聞社会面に連載。精神科病院廃絶に向け活動を行った。

## 略歴
東京生まれ。東京大学教養学部教養学科（科学史・科学哲学）を卒業して朝日新聞記者に。週刊朝日副編集長、アエラ・スタッフライターをへて無所属のジャーナリストに。
1998年から大阪大学人間科学部教授。担当はソーシャルサービス論。日本の国立大学に初めて出来た福祉系講座の初代教授。2002年に定年退官。

## 業績
1970年、アルコール依存症を装って精神科病院に潜入入院し、『ルポ精神病棟』を朝日新聞社会面に連載。鉄格子の内側で日常的に行われていた入院者虐待を白日のもとにさらし、日本の精神医療改革に一石を投じる。

## 著作
- 『ルポ・精神病棟』朝日新聞社, 1973 のち文庫
- 『癌はここまでわかった がんウイルスの正体を暴いた人々の記録』朝日新聞社, 1984.4
- 『新ルポ・精神病棟』朝日新聞社, 1985.6　のち文庫
- 『あなたの「老い」をだれがみる』 (朝日ノンフィクション) 朝日新聞社, 1986.5 のち文庫
- 『精神病院の話 この国に生れたるの不幸1』晩声社, 1987.4
- 『ルポ老人病棟』朝日新聞社, 1988.1 のち文庫
- 『冤罪・千葉大学腸チフス事件 この国に生れたるの不幸2』晩声社, 1991.7
- 『母をくくらないで下さい 軽税国の老後重税国の老後』朝日文庫 1992.8
- 『ルポ・有料老人ホーム』朝日新聞社, 1995.11
- 『あなたの老後の運命は 徹底比較ルポデンマーク・ドイツ・日本』ぶどう社, 1996.9
- 『精神病院を捨てたイタリア捨てない日本』岩波書店, 2009.10
- 『つくりごと 高齢者福祉の星岩川徹逮捕の虚構』創出版, 2012.5

### 共編著
- 『ほんとうの長寿社会をもとめて 市町村からの新しい波』大熊由紀子共編著. ぶどう社, 1992.11
- 『共につくるやすらぎのホーム 利用者本位の高齢者施設をめざして』大友信勝,植谷和則共編. KTC中央出版, 1998.11
- 『こんなまちなら老後は安心! セーフティネットを鷹巣から北秋田へそして全国へ』岩川徹, 飯田勤共編著. 全国コミュニティライフサポートセンター, 2006.2
- 『精神病院はいらない! イタリア・バザーリア改革を達成させた愛弟子3人の証言』編著. 現代書館, 2016.9

翻訳
- フランコ・バザーリア『バザーリア講演録自由こそ治療だ! イタリア精神保健ことはじめ』大内紀彦,鈴木鉄忠, 梶原徹共訳. 岩波書店, 2017.10